# 阿波市場駅
阿波市場駅（あわいちばえき）は、かつて徳島県鳴門市大麻町市場に存在した日本国有鉄道（国鉄）高徳本線の駅（廃駅）である。

## 歴史
阿波電気軌道（後に阿波鉄道）として開業した当時に市場駅として開業、同社の国有化時に阿波市場駅と改称した。当初のキロ程は、池谷から2.0 km、勝瑞から1.2 kmであった。また旅客の取り扱いに制限があり、阿波線内および吉野川連絡船との間での乗車券のみが発売されていた。
国有化当時は全列車が停車しており、1934年（昭和9年）12月時点でも変わりがなかったが、その後撫養線（現・鳴門線）直通もしくは池谷駅折り返しの列車のみが停車し、池谷以西の高徳本線に直通する列車は通過するようになった（1940年10月時点の時刻表でそのようになっている）。停車していた列車はすべて気動車（ガソリンカー）であった。やがてさらに停車列車の削減が進み、1942年（昭和17年）11月の時点では下り6本・上り9本、1944年（昭和19年）11月の時点ではわずかに下り2本・上り1本のみとなっていた。
1935年（昭和10年）3月20日に高徳本線所属になるとともに改キロが実施され、池谷から1.6 km、勝瑞から1.1 kmとなった。また乗車券の発売範囲が変更され、高徳本線造田 - 佐古間、鍛冶屋原線、撫養線、徳島本線徳島 - 阿波川島間、小松島線（徳島 - 中田間は現・牟岐線）徳島 - 小松島間との間の乗車券が発売されるようになった。さらに1936年（昭和11年）8月1日には徳島本線全線との間が追加され、1937年（昭和12年）7月6日には牟岐線全線との間が追加されている。
戦後の1950年の時点では日本交通公社の時刻表にはすでに路線図・時刻表本文のいずれにも掲載されておらず、戦争末期から終戦直後の間に営業休止になったものと考えられる。しかし書類上は、1954年（昭和29年）12月1日から旅客取り扱い区間の制限を撤廃したことになっている。
その後は一度も復活することがないまま、1971年（昭和46年）4月1日付で正式に廃止された。

### 年表
- 1916年（大正5年）7月1日：阿波電気軌道の市場駅として開業[1]。
- 1933年（昭和8年）7月1日：阿波鉄道（←阿波電気軌道）国有化とともに阿波市場駅に改称[1]。鉄道省阿波線所属となる。
- 1935年（昭和10年）3月20日：高徳本線所属となる。改キロにより池谷から1.6 km、勝瑞から1.1 kmとなる[1]。乗車券発売区間の制限を変更[1]。
- 1936年（昭和11年）8月1日：乗車券発売区間に徳島本線全線を追加[1]。
- 1937年（昭和12年）7月6日：乗車券発売区間に牟岐線全線を追加[1]。
- 1954年（昭和29年）12月1日：書類上、旅客取り扱い区間の制限を廃止[1]。
- 1971年（昭和46年）4月1日：廃止[1]。

## 駅構造
単式ホーム1面1線の地上駅。ホームの長さは車両1両分程度であった。

## 遺構
高徳線沿いに現在もプラットホームが残っている。

## 隣の駅
日本国有鉄道
高徳本線
池谷駅 - 阿波市場駅 - 勝瑞駅